# 殷鉴
殷鉴（1904年—1937年4月），又名东山，化名黄建纯。湖北省团风县（原黄冈县）回龙山镇殷家楼人。中国共产党早期领导人。
早年参加学生运动，1926年留学苏联莫斯科中山大学。1930年回国，在上海中共中央机关工作。1931年1月，任上海市沪中区区委书记，4月，受党中央委派，到北平重建河北省委，任河北省委书记。6月，被逮捕关押在北平宪兵司令部监狱，判处死刑，后改有期徒刑14年。1932年，组织狱中党支部并任支部书记；因受伤改由薄一波接任。1936年，经刘少奇主持的中共中央北方局工作，五十七名中共党员获释。次年4月，殷鉴因病逝世。